# Johann Mayer (Serienmörder)

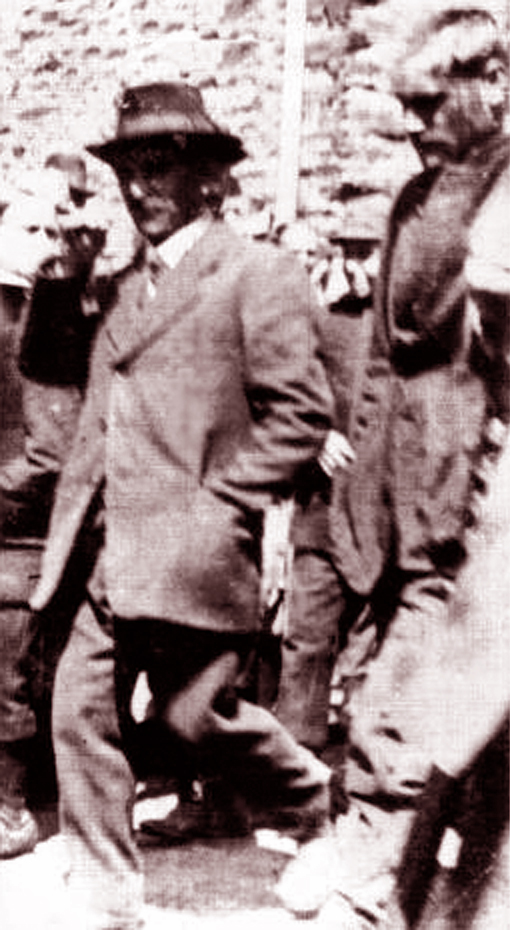
Der „Stumpfarm“ genannte Mörder Johann Mayer (1886–1923), rechts im Bild unmittelbar nach seiner Festnahme 1922.

Johann Mayer (* 2. April 1886 in Uersfeld; † 29. Dezember 1923 in Köln), genannt „Stumpfarm“, war ein deutscher Serienmörder, der wegen vierfachen Mordes und eines Totschlages zum Tode verurteilt wurde.

## Leben
Er wurde als Sohn des aus Gunderath stammenden nicht-sesshaften Tagelöhners Johann Wilhelm Mayer und dessen Ehefrau Anna Maria, geborene Knorr, in Uersfeld geboren. Der Geburtsort, in dem Mayer auch an seinem Geburtstag zunächst notgetauft und tags darauf regulär getauft wurde, ergab sich eher zufällig, da seine umherziehenden Eltern keine feste Wohnung hatten.
Als Kind besuchte Mayer die Schule in Boos, bevor er bereits in jungen Jahren Arbeit in einem Steinbruch aufnahm. Durch ein Unglück bei Sprengarbeiten – möglicherweise auch durch unachtsames Hantieren – verlor Johann Mayer seinen linken Unterarm, was ihm bereits vor seiner kriminellen Karriere den Spitznamen „Stumpfarm“ einbrachte. Seitdem war er nur noch bedingt als Knecht und Erntehelfer arbeitsfähig.
Zur Zeit des Ersten Weltkriegs verfiel der für den Militärdienst nicht verwendungsfähige Mayer zunehmend in einen unsteten Lebenswandel. Dieser zeichnete sich nicht nur durch Umherziehen in den Wäldern zwischen Elzbach und Endert aus, sondern brachte ihm auch erste Strafen für Körperverletzungs-, Diebstahl- und Wildereidelikte ein.

## Verbrechensserie
Von März 1918 bis Mai 1919 tötete Johann Mayer drei Frauen, mit denen er jeweils zuvor Verhältnisse hatte, sowie zwei Männer, mit denen er zuvor befreundet war bzw. die Mitwisser anderer Taten waren.
- Maria Dahm aus Mayen, 23 Jahre alt, zwischen dem 18. und 24. März 1918 im Mayener Stadtwald ermordet.
- Maria Falk aus Bonn, 28 Jahre alt, im Februar 1919 im Wald zwischen Masburg und Hauroth ermordet.
- Nikolaus Schüller aus Kalenborn, 30 Jahre alt, am 30. März 1919 im Wald bei Mannebach ermordet.
- Lorenz Reuter aus Masburg, 22 Jahre alt, am 26. April 1919 im Walddistrikt Etscheid zwischen Boos und Mannebach ermordet.
- Katharina Forst aus Mannebach-Sickerath, 34 Jahre alt und mit drei Kindern verwitwet, die im Mai 1919 verschwunden war und deren Leiche man über ein Jahr später im Wald bei Illerich fand.

Als Mordwaffe benutzte Johann Mayer einen Karabiner, bei späteren Vernehmungen schilderte er die Verbrechen mit „Ein Schuss, ein Schrei, alles vorbei.“. Zur Verschleierung seiner Taten trennte er die Köpfe und Gliedmaßen seiner männlichen Opfer ab und vertauschte diese.
Der in der Gegend bekannte „Stumpfarm“ wurde seit dem 9. Juli 1919 steckbrieflich gesucht. Dennoch konnte Mayer über längere Zeit offenbar unerkannt bei einem Bauern in Eulgem arbeiten. Am 10. August 1922 wurde er jedoch von einer Landfahrersippe im Distrikt „Sänger“ nordwestlich des Orts erkannt und festgehalten. Der Verhaftete wurde zunächst im Kaisersescher Gefängnis inhaftiert, bevor er zum Prozess nach Koblenz überstellt wurde.

## Verurteilung
Da Johann Mayer seine Taten vor dem Koblenzer Schwurgericht nicht gestand, wurde er aufgrund der erdrückenden Indizien am 7. Februar 1923 wegen vierfachen Mordes zum Tode und wegen eines Totschlags zu 15 Jahren Zuchthaus verurteilt. Ein Geständnis legte der „Stumpfarm“ erst kurz vor seiner Hinrichtung ab, nachdem Gnadengesuche abgelehnt waren.
Das Todesurteil gegen Johann Mayer wurde am 29. Dezember 1923 im Hof des Kölner Gefängnisses Klingelpütz durch Enthauptung mit der Guillotine vollstreckt.